# Новокутовский сельсовет
Новокутовский сельсовет — муниципальное образование в Чекмагушевском районе Башкортостана.
Согласно «Закону о границах, статусе и административных центрах муниципальных образований в Республике Башкортостан» имеет статус сельского поселения.

## Состав
с. Новокутово,
с. Тамьяново,
д. Бикметово,
д. Старые Чупты.

## Население
| 2002 | 2009  | 2010 | 2012 | 2013 | 2014 | 2015 |
| ---- | ----- | ---- | ---- | ---- | ---- | ---- |
| 1068 | ↘1038 | ↘935 | ↗938 | →938 | ↘922 | ↘885 |
| 2016 | 2017  | 2018 |      |      |      |      |
| ↘853 | ↘839  | ↘838 |      |      |      |      |